# Hannah Ware
Hannah Rose Ware (Hammersmith, 8 december 1982) is een Engelse actrice. Zij is de oudere zus van Jessie Ware. Ze debuteerde in 2010 in de film Cop Out en speelde het jaar erop in Shame. In 2015 speelde ze, samen met Rupert Friend, de hoofdrol in Hitman: Agent 47.

## Filmografie
- The One (2021)
- The Angel (2018)
- Aftermath  (2017)
- Hitman: Agent 47 (2015)
- Touch (2013)
- Oldboy (2013)
- Shame (2011)
- Cop Out (2010)

- Biblioteca Nacional de España: XX5596685
- Bibliothèque nationale de France: cb16710469g (data)
- International Standard Name Identifier: 0000 0003 7771 4186
- Library of Congress Control Number: no2012104222
- SNAC: w67q2xgf
- Virtual International Authority File: 255374178
- WorldCat: E39PBJvhjRtdmfVFbrR6VxwV4q